# Zámezí
Zámezí (dříve též Zámez) je malá vesnice, část města Železnice v okrese Jičín. Nachází se asi 2 km na západ od Železnice. V roce 2009 zde bylo evidováno 28 adres. V roce 2001 zde trvale žilo 20 obyvatel.
Zámezí je také název katastrálního území o rozloze 1,98 km².

## Fotogalerie

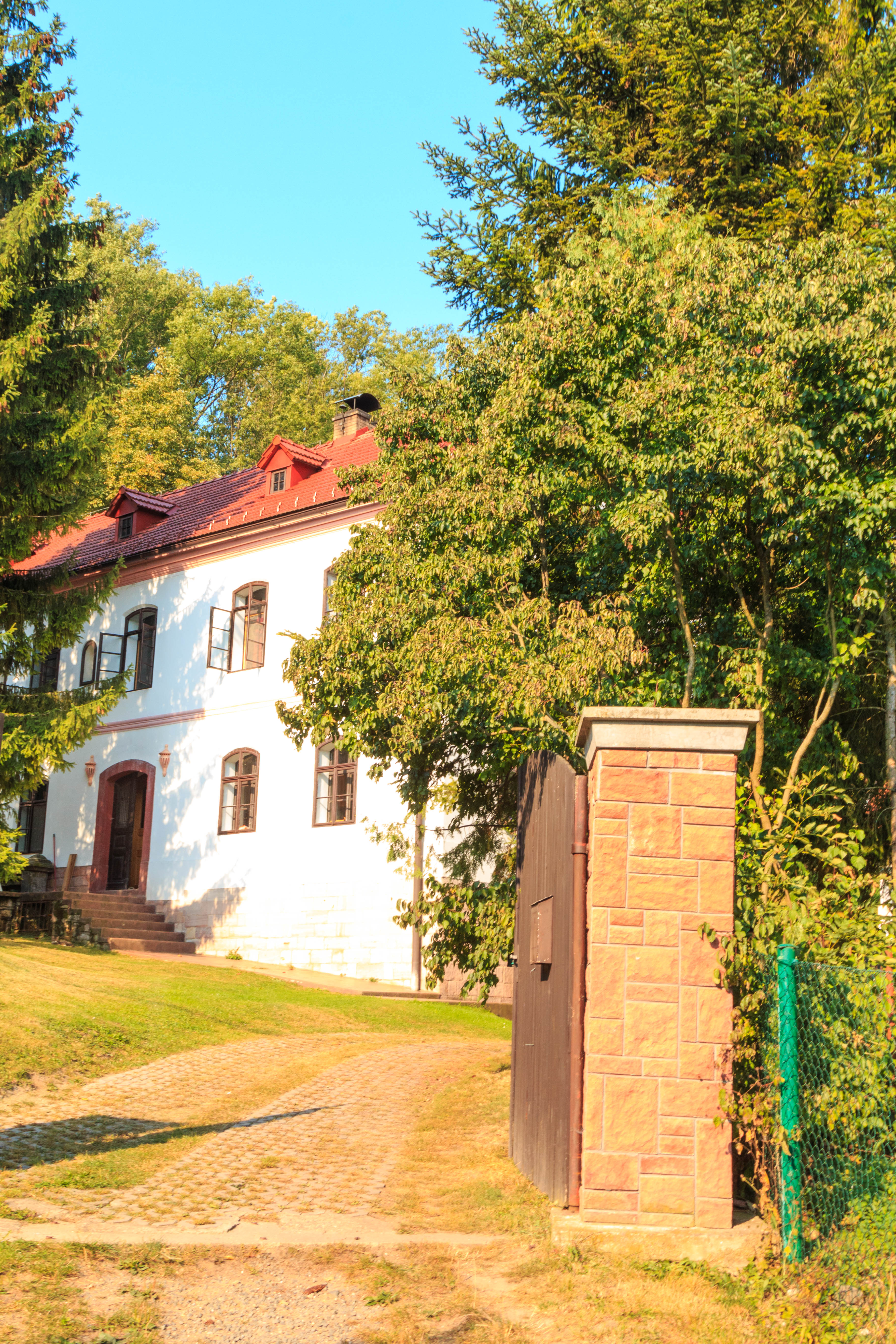
Zámezí u Železnice – č. 29
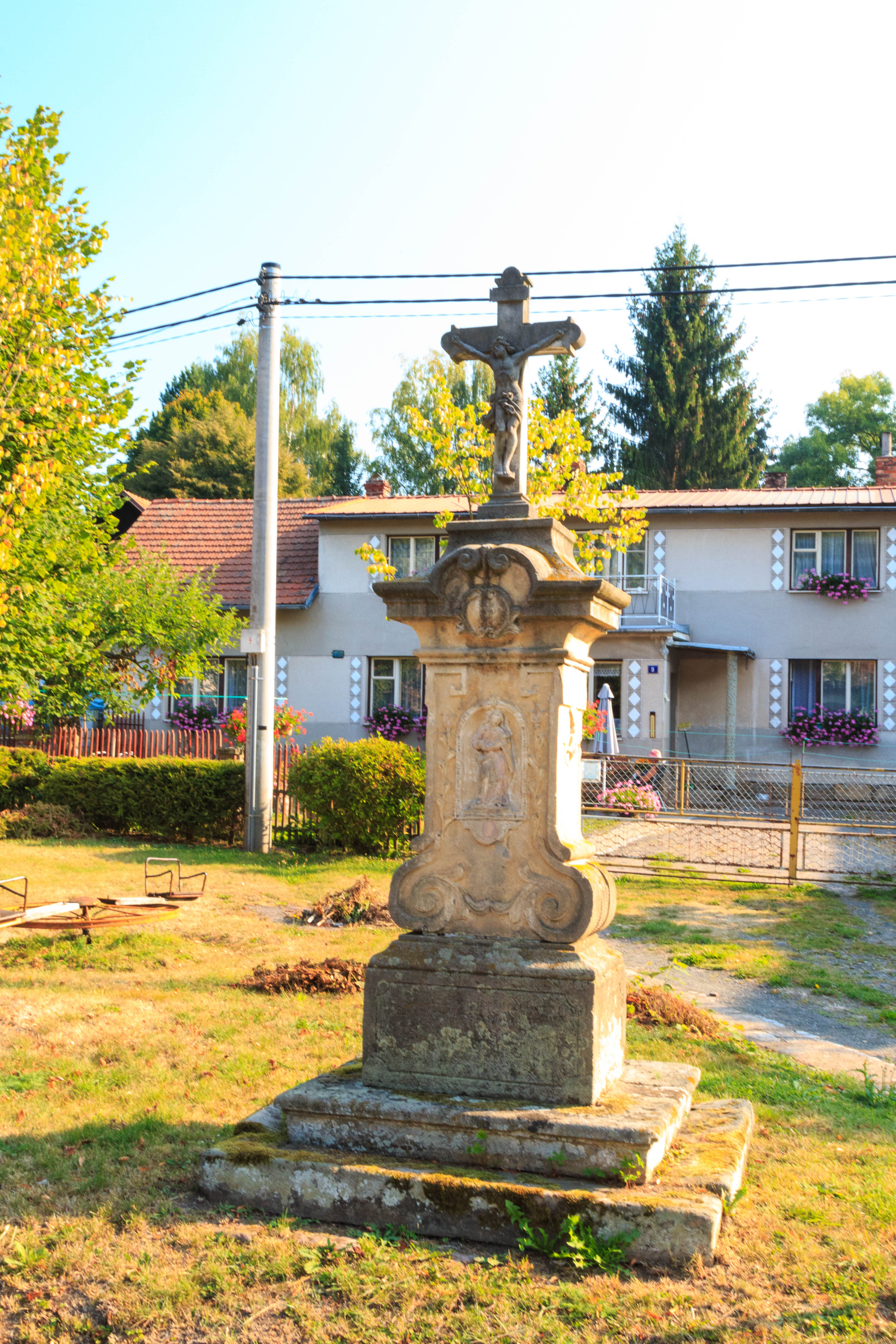
Zámezí u Železnice – křížek
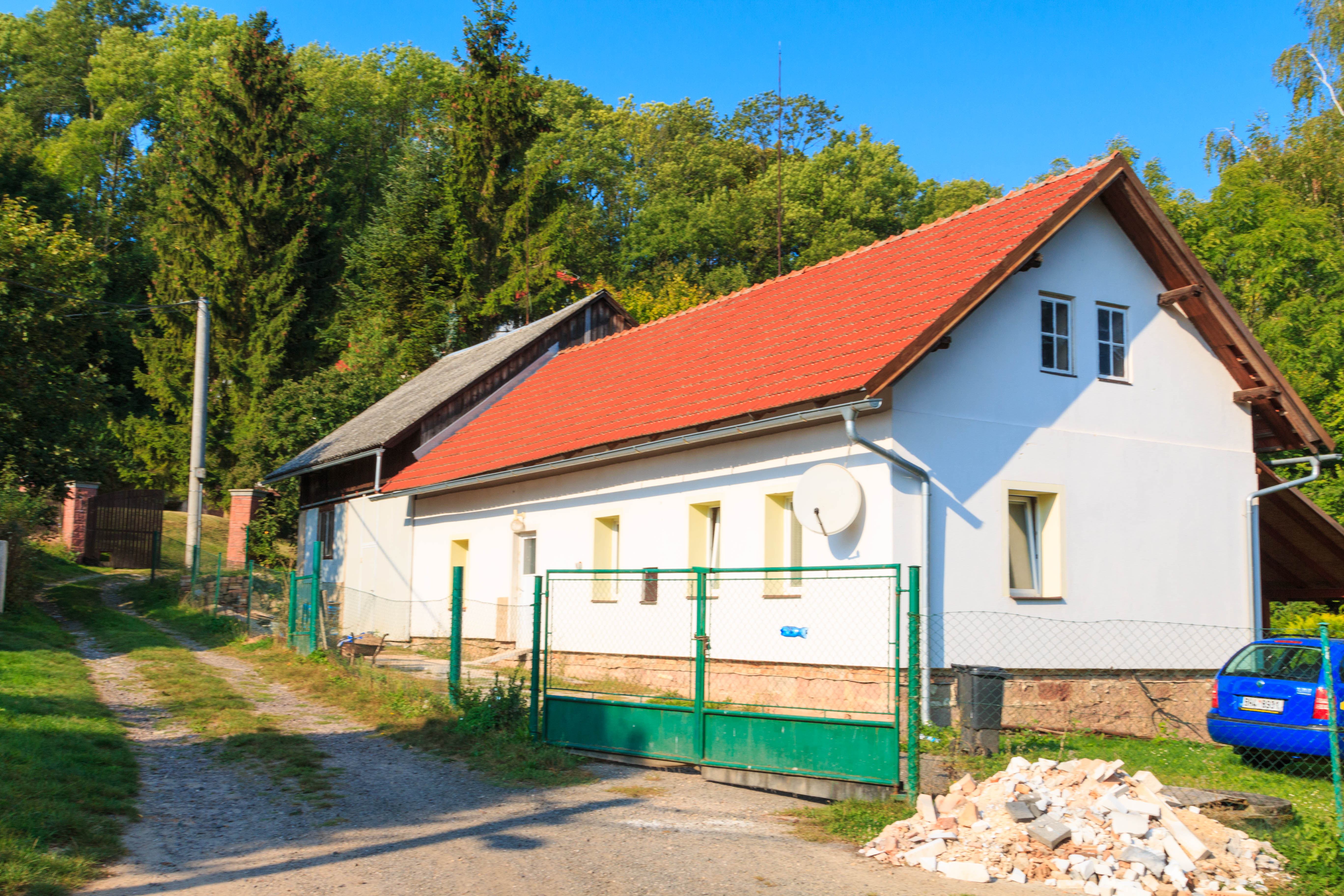
Zámezí u Železnice – čp. 20
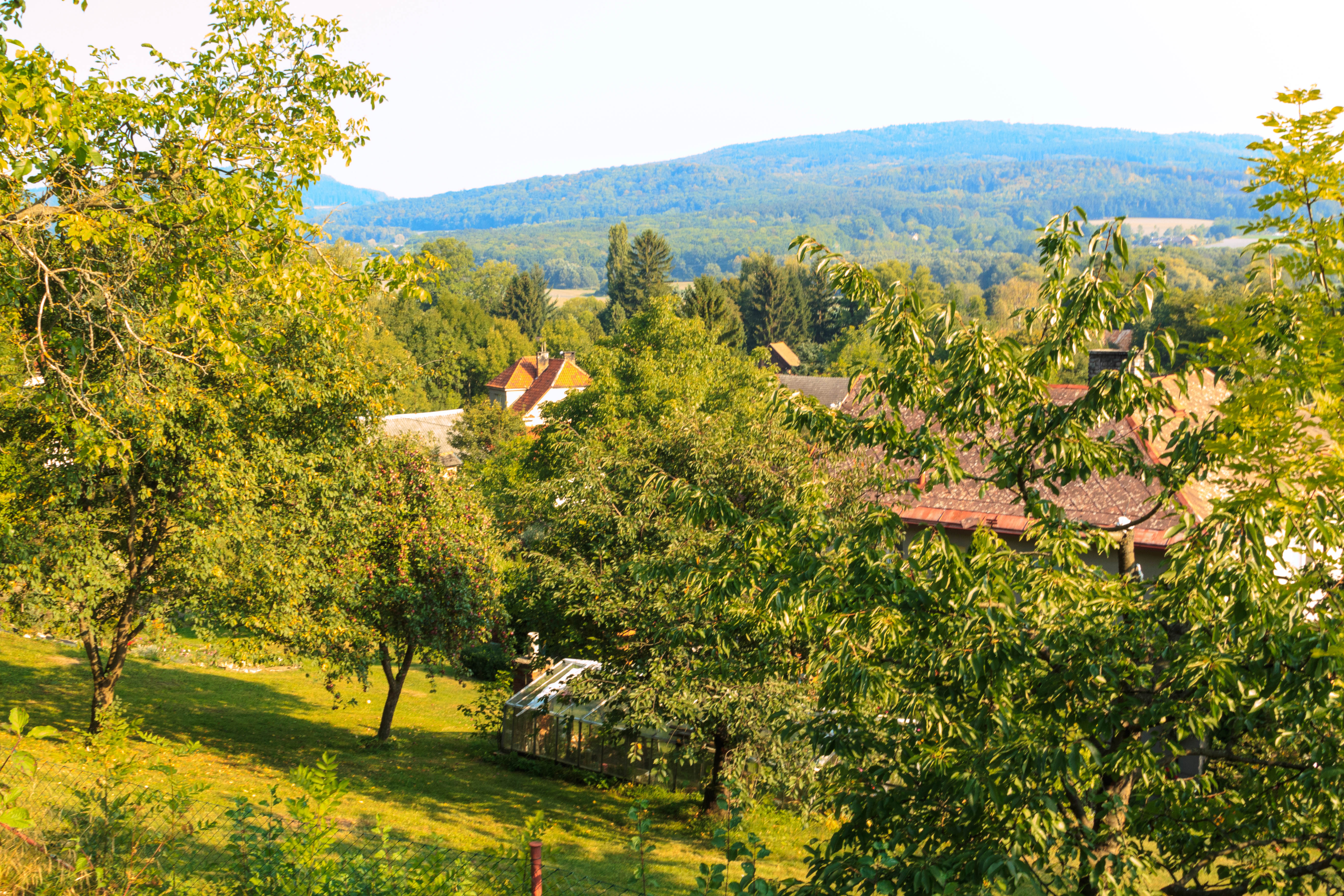
Zámezí u Železnice